# Indochernes beieri
Genre
Espèce
Indochernes beieri, unique représentant du genre Indochernes, est une espèce de pseudoscorpions de la famille des Chernetidae.

## Distribution
Cette espèce est endémique du Kerala en Inde.

## Publication originale
- Murthy & Ananthakrishnan, 1977 : « Indian Chelonethi ». Oriental Insects Monograph, vol. 4, p. 1-210.